# Бономи, Эдуардо
Эдисон Эдуардо Бономи Варела (исп. Edison Eduardo Bonomi Varela; 14 октября 1948, Монтевидео — 20 февраля 2022) — уругвайский политик и государственный деятель.

## Биография
В 1966—1970 годах играл в футбольной команде «Монтевидео Уондерерс». С 1969 года изучал ветеринарию в Республиканском университете Уругвая.
Участник студенческого сопротивления. Вступил в леворадикальную организацию Движение национального освобождения (Тупамарос).
В 1972 году за принадлежность к партизанскому движению был арестован и заключён в тюрьму. Вышел на свободу в марте 1985 года по амнистии всех политических заключенных Уругвая. Работал продавцом книг, в рыболовецкой компании.
После освобождения с 1987 года был членом Центрального комитета Национального освободительного движения — Тупамарос (MLN-T) и соучредитель «Движения народного участия», состоявшего из бывших бойцов «Тупамарос», в котором в последующие годы занимал ведущую роль. Член Широкого фронта.
С 1 марта 2005 года — министр труда и социального обеспечения. Ушёл с поста для участия в Президентских и парламентских выборах в Уругвае в 2009 году. Руководил избирательным штабом Хосе Мухики, ставшего президентом Уругвая.
С 1 марта 2010 года до 15 февраля 2020 года — министр внутренних дел Уругвая.
Министр экономики и финансов Уругвая (21 декабря 2013 — 30 декабря 2013).
Умер 20 февраля 2022 года в Канелонесе.